# Долбаев, Асанбек
Асанбе́к Долба́ев (кирг. Асанбек Долбаев; 1928 год, село Ак-Кия — 1992 год, город Балыкчы, Иссык-Кульская область) — аппаратчик Рыбачинского мясокомбината Министерства мясной и молочной промышленности Киргизской ССР, Иссык-Кульская область, Киргизская ССР. Герой Социалистического Труда (1974).

## Биография
Родился в 1928 году в крестьянской семье в селе Ак-Кия (ныне — Кочкорский район Нарынской области).
В 1951 году начал свою трудовую деятельность в Нарынском производственном объединении. С 1953 года — аппаратчик Рыбачинского мясокомбината. Член КПСС с 1958 года.
Ежегодно перевыполнял производственный план на 125—130 % и свои личные социалистические обязательства. Досрочно выполнил производственные задания Девятой пятилетки (1971—1974) за три года. Указом Президиума Верховного Совета СССР от 16 января 1974 года удостоен звания Героя Социалистического Труда с вручением ордена Ленина и золотой медали «Серп и Молот».
После выхода на пенсию проживал в городе Балыкчы, где скончался в 1992 году.